# Thiago Monteiro
Thiago Moura Monteiro (n. 31 mai 1994, Fortaleza, Ceará, Brazilia) este un jucător brazilian profesionist de tenis. Cea mai bună clasare a sa la simplu este locul 61 mondial, în octombrie 2022, iar la dublu locul 144 mondial, în ianuarie 2022.